# Estheria nigripes
Estheria nigripes là một loài ruồi trong họ Tachinidae.